# Igreja da Irmandade
A Igreja da Irmandade é uma associação cristã evangélica anabatista internacional de Igrejas. Sua sede fica em Elgin (Illinois) nos Estados Unidos. 

## História
A primeira congregação da Igreja dos Irmãos foi estabelecida nos Estados Unidos em 1723. De acordo com um censo de denominação divulgado em 2020, tem 11 denominações membros em 11 países, aproximadamente 2.600 igrejas e 600.000 membros batizados.

### Brasil
No Brasil, a igreja teve início em 1982 com a adesão de um menonita holdeman na cidade de Rio Verde, Goiás. Naquela cidade, no fim dos anos de 1960 estabeleceu-se um grupo de imigrantes norte-americanos divididos entre membros da Igreja de Deus em Cristo Menonita, as denominações Igreja da Irmandade Batista Alemã e Igreja da Antiga Irmandade.
Onaldo Alves Pereira primeiro uniu-se, em 1977, à Igreja Menonita e, depois e foi batizado pela Igreja da Antiga Irmandade por trina imersão em 1981 e, em 1982, contatou a a CHURCH OF THE BRETHREN, que enviou o pastor Stephen Newcomer para ajudá-lo a organizar no Brasil a Igreja oque se chamou Comunidade Pacifista Tunker. Em 1983 foi para o Bethany Theological Seminary da Church of the Brethren em Oak Brook, EUA e, em 1987, foi ordenado pastor em Eagle Rock, Virgínia, no Distrito de Virlina.
No Brasil, foram estabelecidas congregações em Rio Verde e Fortaleza. Mais tarde, por problemas vários, o trabalho foi descontinuado.
Entre o final do ano 2000 e meados de 2001 um grupo de pastores brasileiros retomou o trabalho abrindo congregações  em Campinas, Campo Limpo Paulista, Limeira e Indaiatuba. Também se reabriu a Congregação em Rio Verde.